# Izrael Sztern
Izrael Sztern (ur. w 1894 (lub 1891, albo 1893) w Ostrołęce, zm. w 1942 lub 1943) – polsko-żydowski poeta i eseista tworzący w języku jidysz.

## Życiorys
Urodził się w Ostrołęce w 1894, choć jako możliwy rok urodzenia podawane są również lata 1891 oraz 1893. Jego ojciec był mełamedem (nauczycielem w chederze) i zmarł, gdy Sztern był jeszcze młody, w związku z czym ciężar utrzymania rodziny spadł na jego matkę (ta zmarła, gdy był nastolatkiem). Sztern wychował się i żył w biedzie. W młodości otrzymał tradycyjne wykształcenie religijne w chederze oraz jesziwach w Łomży i Słobódce. W czasie I wojny światowej przebywał w Wiedniu, gdzie jako obywatel rosyjski był przez trzy lata internowany. W tym czasie zapoznał się między innymi ze współczesną literaturą i filozofią europejską.
W 1917 roku Sztern przybył do Warszawy, gdzie osiadł na stałe, zaś w 1919 debiutował jako poeta. Sympatyzował przez pewien czas z grupą literacką „Hałastra”. Tworzył wyłącznie w języku jidysz. Jego wiersze i eseje publikowane były przez pisma reprezentujące wszystkie możliwe barwy polityczne i światopoglądowe. Publikował między innymi w „Literarisze Bleter” oraz dzienniku społeczno-politycznym „Hajnt”. Przedwojenną sławę przyniósł Szternowi cykl poetycki Szpitol lider (Wiersze szpitalne) z 1923 roku, opisujący przewlekłą chorobę poety. Uznawany był za jednego najważniejszych poetów jidysz okresu międzywojennego. Pomimo przychylnych ocen krytyków nie wydał za życia żadnej książki. Stronił od środowisk literackich i był samotnikiem. Większość czasu spędzał wśród chasydów oraz na studiach talmudycznych.
Po wybuchu II wojny światowej bezskutecznie próbował uciec do ZSRR. Ostatecznie powrócił do Warszawy i trafił do getta warszawskiego, gdzie żył w skrajnej biedzie i zmagał się z chorobą głodową. Dzięki pomocy Racheli Auerbach korzystał przez pewien czas z działających w getcie kuchni ludowych, a później dzięki wsparciu Aurebach i Josefa Kirmana, którzy zaalarmowali Żydowską Samopomoc Społeczną o złym stanie poety – trafił do jednego z szopów i został umieszczony w hospicjum dla uchodźców. Sztern brał udział w urządzanych w getcie wieczorach literackich. Według Auerbach w trakcie akcji deportacyjnej w getcie Sztern zdołał dołączyć do jednego z komand roboczych, jednak został wyznaczony do wywózki w trakcie tzw. dzikiej blokady, gdy w ramach uzupełniania braków na Umschlagplatzu kierowano tam bezpośrednio także komanda robocze wracające do getta ze strony aryjskiej. Zginął prawdopodobnie w obozie zagłady w Treblince w sierpniu 1942 lub według innej wersji jeszcze w Warszawie w trakcie akcji deportacyjnej. Jako możliwy rok śmierci podaje się również 1943. Większość jego rękopisów zaginęła. Jeden z jego wierszy Rachela Auerbach złożyła w podziemnym archiwum getta warszawskiego, tworzonym przez grupę Oneg Szabat (w trzeciej, nieodnalezionej po wojnie części archiwum).
Izraela Szterna pośmiertnie upamiętnił w jednym ze swoich wierszy H. Lejwik, który w 1955 roku doprowadził również do wydania zbioru utworów Szterna w Stanach Zjednoczonych Ameryki pt. Lider un esejen. Jego wiersze tłumaczone były na język angielski.